# Михайликовский сельский совет (Козельщинский район)
Михайликовский сельский совет (укр. Михайликівська сільська рада) — входит в состав
Козельщинского района
Полтавской области
Украины.
Административный центр сельского совета находится в 
с. Михайлики.

## Населённые пункты совета
- с. Михайлики
- с. Вязовка